# Les Anges et les Faucons
Les Anges et les Faucons est le quatorzième roman de Patrick Grainville, publié aux éditions du Seuil en janvier 1994.

## Historique
Roman autobiographique, Les Anges et les Faucons évoquent ce moment de doutes et de bascule qui précède l’entrée dans la vie adulte. En ce sens, il est la suite chronologique de L'Orgie, la Neige. Comme toujours chez l’auteur des Flamboyants, les références sont nombreuses et reprises par la critique, le livre oscille entre Notre-Dame de Paris et L'Éducation sentimentale, roman gothique pour le décor et le personnage de la logeuse, « sorcière bancale », et récit d’apprentissage d’un jeune provincial de l’après-guerre.

## Résumé
Le narrateur finit ses études à Paris où il se sent exilé et hypocondriaque. Il loge dans une ancienne dépendance de la prison de La Force, rue Pavée. Marguerite, sa logeuse manchote est une commère cataclysmique, truculente et nécrophile. L’étudiant accompagné d’Anny, son amante, trouve refuge sur le toit de plomb de Notre-Dame où les touristes ont gravé leurs noms du monde entier. De Gaulle vient de mourir. La cathédrale cernée de faucons qui nichent dans ses dentelles est le centre magique des intrigues. Son guide mythomane Osiris est à la manœuvre. Johann, un  prétendu bâtard d’Egon Schiele essaie d’apporter un peu de sagesse au narrateur voué aux transes de l’angoisse.

## Éditions et traductions
- Les Anges et les Faucons, éditions du Seuil, 1994  (ISBN 2020206048).
- Les Anges et les Faucons, édition en gros caractères aux éditions Corps 16, 1994  (ISBN 2840570998).
- (de) Engel und Falken, Klett-Cotta, 1996.